# Trichomalus robustus
Trichomalus robustus är en stekelart som först beskrevs av Walker 1835.  Trichomalus robustus ingår i släktet Trichomalus och familjen puppglanssteklar. Arten är reproducerande i Sverige. Inga underarter finns listade i Catalogue of Life.